# 勒马尼
勒马尼（法語：Le Magny，法語發音：[lə maɲi] ⓘ）是法国安德尔省的一个市镇，位于该省东南部，属于拉沙特尔区。

## 地理
勒马尼（46°34'2"N, 1°57'33"E）面积17.84 平方千米，位于法国中央-卢瓦尔河谷大区安德尔省，该省份为法国中部省份，北起卢瓦-谢尔省，西北接安德尔-卢瓦尔省，西南接维埃纳省，南至克勒兹省和上维埃纳省，东临谢尔省。
与勒马尼接壤的市镇（或旧市镇、城区）包括：布里扬特、沙西尼奥勒、拉沙特尔、蒙日夫赖、普利尼圣马丹、萨尔宰。

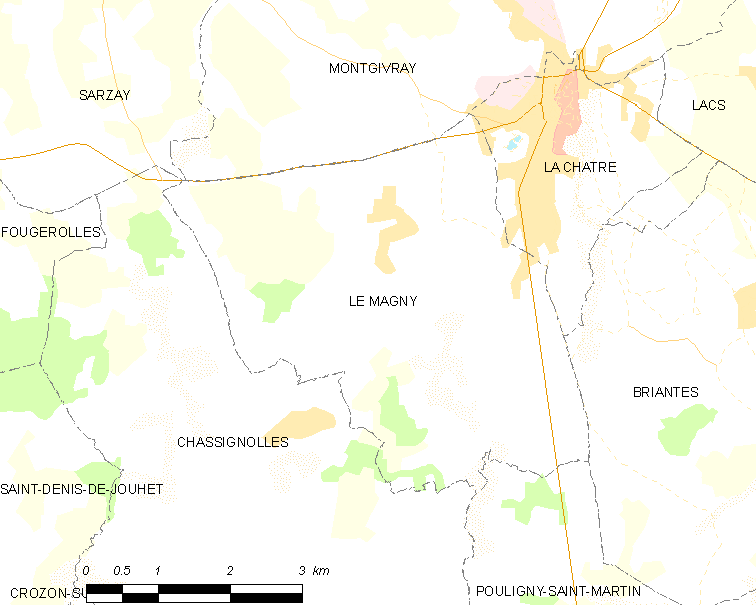
勒马尼的OSM定位图

勒马尼的时区为UTC+01:00、UTC+02:00（夏令时）。

## 行政
勒马尼的邮政编码为36400，INSEE市镇编码为36109。

## 政治
勒马尼所属的省级选区为讷维圣塞皮尔克县。

## 人口

1962-2008年间勒马尼人口变化图示

勒马尼于2022年1月1日时的人口数量为1015人。